# Patti Yasutakeová
Patti Yasutakeová (6. září 1953 Los Angeles, Kalifornie, USA – 5. srpna 2024 Santa Monica, Kalifornie, USA) byla americká herečka japonského původu.
Její herecká kariéra začala v roce 1985 seriálem T.J. Hooker, kde se setkala s jedním z hlavních představitelů původního seriálu Star Trek, Williamem Shatnerem. Od té doby hostovala v různých seriálech, ve druhé polovině 80. let to byl např. Gung Ho a v letech 1990 až 1994 Star Trek: Nová generace, kde v 16 epizodách ztvárnila zdravotní sestru Alyssu Ogawa. V této roli se objevila i v následujících dvou filmech Star Trek: Generace (1994) a Star Trek: První kontakt (1996). Poté následovaly další seriály i filmy, jako např. Hlídači času, Krása na zabití, Kauzy z Bostonu (zde opět hrála se Shatnarem a také dalším „startrekovským“ hercem Reném Auberjonoisem), Odložené případy, The Coverup, The Closer či Záblesk budoucnosti.
Zemřela ve věku 70 let na rakovinu.